# Tapestries
Tapestries is een muziekalbum van vader Rick Wakeman en zoon Adam Wakeman. Rick had al een aantal conceptalbums op zijn naam staan en voegde er met deze nog een aan toe. Het album is losjes gebaseerd op wandtapijten, een aantal daarvan is ook afgebeeld in een daarvoor veel te klein compact discboekje. Het album met voornamelijk pianomuziek werd opgenomen in Bajonor House, Man, gedurende de maanden september en oktober 1995.

## Musici
- Rick en Adam Wakeman – piano en toetsinstrumenten
- Fraser Thorneycroft-Smith – gitaar
- Phil Laughin – basgitaar
- Stuart Sawney – elektronische slagwerk

## Tracklist

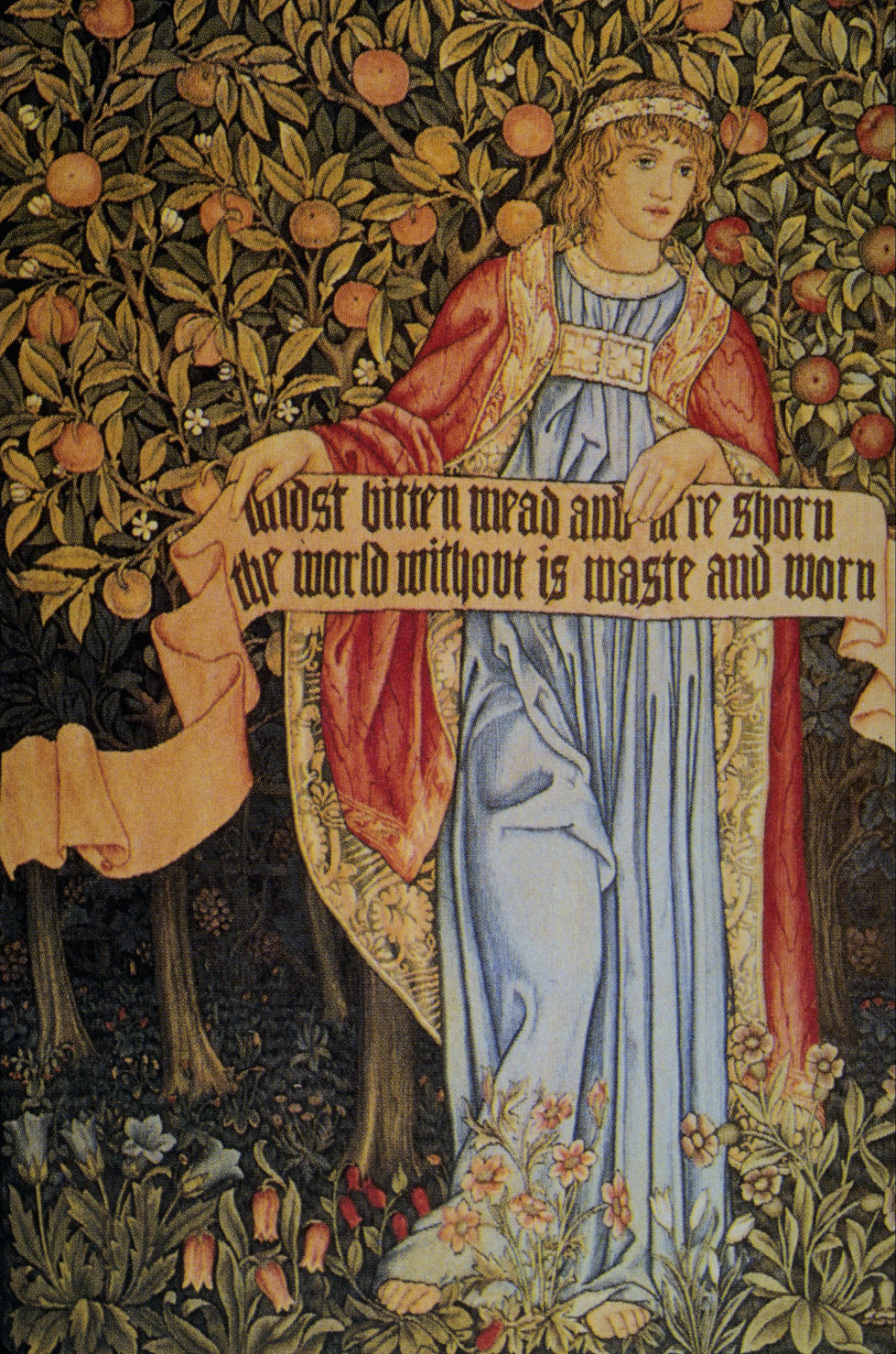
Fragment uit The Orchard van William Morris, onder andere inspiratie voor dit album

| Nr. | Titel                                 | Duur |
| --- | ------------------------------------- | ---- |
| 1.  | Fremiet’s cat (Rick)                  | 4:07 |
| 2.  | Time will tell (Adam)                 | 4:24 |
| 3.  | Fountains of love (Rick)              | 4:20 |
| 4.  | A view from a window (Adam)           | 4:54 |
| 5.  | Les Vendanges (Rick)                  | 5:13 |
| 6.  | Summer’s end (Adam)                   | 3:26 |
| 7.  | Claire de lune (Claude Debussy, Rick) | 2:50 |
| 8.  | A brighter dawn (Adam)                | 4:10 |
| 9.  | The “Blue Lily” (Rick)                | 4:23 |
| 10. | Tapestries (Adam)                     | 3:43 |
| 11. | The garden party (Rick)               | 3:51 |
| 12. | Portraits in a gallery (Adam)         | 4:42 |
| 13. | The daydream (Rick)                   | 4:11 |
| 14. | The storyteller (Adam)                |      |